# World System Teletext
 (janvier 2025).
La mise en forme du texte ne suit pas les recommandations de Wikipédia : il faut le « wikifier ».
Les points d'amélioration suivants sont les cas les plus fréquents. Le détail des points à revoir est peut-être précisé sur la page de discussion.
- Les titres sont pré-formatés par le logiciel. Ils ne sont ni en capitales, ni en gras.
- Le texte ne doit pas être écrit en capitales (les noms de famille non plus), ni en gras, ni en italique, ni en « petit »…
- Le gras n'est utilisé que pour surligner le titre de l'article dans l'introduction, une seule fois.
- L'italique est rarement utilisé : mots en langue étrangère, titres d'œuvres, noms de bateaux, etc.
- Les citations ne sont pas en italique mais en corps de texte normal. Elles sont entourées par des guillemets français : « et ».
- Les listes à puces sont à éviter, des paragraphes rédigés étant largement préférés. Les tableaux sont à réserver à la présentation de données structurées (résultats, etc.).
- Les appels de note de bas de page (petits chiffres en exposant, introduits par l'outil «  Source ») sont à placer entre la fin de phrase et le point final[comme ça].
- Les liens internes (vers d'autres articles de Wikipédia) sont à choisir avec parcimonie. Créez des liens vers des articles approfondissant le sujet. Les termes génériques sans rapport avec le sujet sont à éviter, ainsi que les répétitions de liens vers un même terme.
- Les liens externes sont à placer uniquement dans une section « Liens externes », à la fin de l'article. Ces liens sont à choisir avec parcimonie suivant les règles définies. Si un lien sert de source à l'article, son insertion dans le texte est à faire par les notes de bas de page.
- La présentation des références doit suivre les conventions bibliographiques. Il est recommandé d'utiliser les modèles {{Ouvrage}}, {{Chapitre}}, {{Article}}, {{Lien web}} et/ou {{Bibliographie}}. Le mode d'édition visuel peut mettre en forme automatiquement les références.
- Insérer une infobox (cadre d'informations à droite) n'est pas obligatoire pour parachever la mise en page.

Pour une aide détaillée, merci de consulter Aide:Wikification.
Si vous pensez que ces points ont été résolus, vous pouvez retirer ce bandeau et améliorer la mise en forme d'un autre article.
Le World System Teletext (WST) est un standard de codage et d'affichage d'information télétexte, qui est le standard utilisé pour le télétexte à travers l'Europe aujourd'hui. Il a été adopté comme le standard international CCIR 653 (puis ITU-R BT.653) en 1986 sous l'appellation CCIR Teletext System B.

## Développement
WST est une extension du standard britannique développé par la BBC et la Independent Broadcasting Authority du Royaume-Uni en 1974 pour la transmission télétexte, complété en 1976 dans le standard Broadcast Teletext Specification. Avec quelques optimisations pour permettre des jeux de caractères nationaux alternatifs, et des adaptations pour le système  NTSC à 525-lignes au besoin, il a été promu internationalement comme "World System Teletext". Il est accepté par le CCIR en 1986 sous le standard international CCIR 653 (maintenant ITU-R BT.653) comme l'un des quatre standards reconnus pour le télétexte dans le monde (souvent référencé CCIR Teletext System B).

### WST en Europe
Toutes les télévisions vendues en Europe depuis le début des années 1980 intègrent des décodeurs télétexte au standard WST. WST est utilisé pour tous les services de téletexte en Europe & Scandinavie, y compris Ceefax de la BBC et les services Teletext d' ITV au Royaume-Uni, ZDFtext de ZDF et ARDText d'ARD en Allemagne, et Tekst-TV de NRK en Norvège, parmi de nombreux autres services télétextes offerts par des chaînes de télévision à travers le continent européen.

### WST aux États-Unis
WST a été utilisé aux États-Unis dans les années 1980s, pour le service Electra, qui était fourni par SuperStation WTBS (maintenant TBS). Il a aussi été utilisé pour d'autres services télétextes sur d'autres chaînes/réseaux aux États-Unis.

## Niveaux
Au début des années 1980s différentes extensions de plus haut niveau ont été envisagées pour la spécification, basées sur des idées promues comme standards videotex mondiaux (service téléphonique offrant une combinaison similaire de textes et de graphiques). Les contenus proposés de plus haut niveau incluaient des graphiques spécifiés géométriquement (Niveau 4), et des images de qualité photographique de plus haute résolution (Niveau 5), envoyées en utilisant le même mécanisme sous-jacent pour la couche de  transport. Aucun appareil téléviseur n'implémente les deux niveaux les plus sophistiqués,.

### Niveau 1 (1976)
La spécification Broadcast Teletext Specification est définie par la BBC, IBA, BREMA en septembre 1976:
- Caractères Alpha-mosaïques (tracés par des matrices 2×3)[5] characters[6] (similaires aux caractères de la norme TRS-80 character set):

|   | 0    | 1 | 2 | 3 | 4 | 5 | 6 | 7 | 8 | 9 | A | B | C | D | E | F |
| - | ---- | - | - | - | - | - | - | - | - | - | - | - | - | - | - | - |
| 2 | NBSP | 🬀 | 🬁 | 🬂 | 🬃 | 🬄 | 🬅 | 🬆 | 🬇 | 🬈 | 🬉 | 🬊 | 🬋 | 🬌 | 🬍 | 🬎 |
| 3 | 🬏    | 🬐 | 🬑 | 🬒 | 🬓 | ▌ | 🬔 | 🬕 | 🬖 | 🬗 | 🬘 | 🬙 | 🬚 | 🬛 | 🬜 | 🬝 |
| 6 | 🬞    | 🬟 | 🬠 | 🬡 | 🬢 | 🬣 | 🬤 | 🬥 | 🬦 | 🬧 | ▐ | 🬨 | 🬩 | 🬪 | 🬫 | 🬬 |
| 7 | 🬭    | 🬮 | 🬯 | 🬰 | 🬱 | 🬲 | 🬳 | 🬴 | 🬵 | 🬶 | 🬷 | 🬸 | 🬹 | 🬺 | 🬻 | █ |

- attributs d'espacement
- palette de couleurs fixes (rouge, vert, jaune, bleu, magenta, cyan, blanc sur fond noir)
- support pour double hauteur ou effet flash[7]
- grille de caractères sur 40 colonne × 24 rangèes

(Niveau 1 remplacé par niveau 1.5) 

#### Niveau 1.5 (1981)

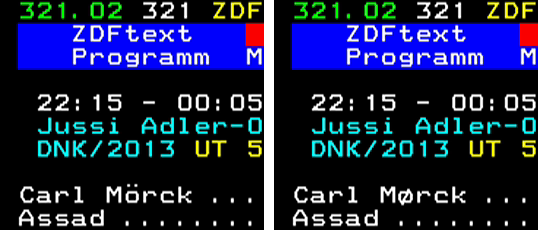
Comparaison entre les versions Télétexte niveau 1 et niveau 1.5 ; À noter : le remplacement de ӧ par ø.

Version étendue du niveau 1, avec support de 13 jeux de caractères étendus et d'autres caractères à la manière de l'ASCII.
- Croate, serbe et slovène
- Tchèque et slovaque
- Danois, suédois et finnois
- Anglais
- Estonien
- Français
- Allemand
- Italien
- Letton et Lituanien
- Polonais
- Portugais et espagnol
- Roumain
- Turc

C'est le système le plus commun, encore utilisé par la plupart des chaînes de télévision en 2021.

### Niveau 2 (1988)
Le Niveau 2 du World System Teletext est introduit en 1988. Les nouvelle fonctionnalités incluent :
- Prise en charge multi-langue
- Mode 32 couleurs[9]
- Attributs non-spacing
- Permet des caractères re-définissables

(Niveau 2 remplacé par niveau 2.5)

#### Level 2.5 / Hi-Text (1995)

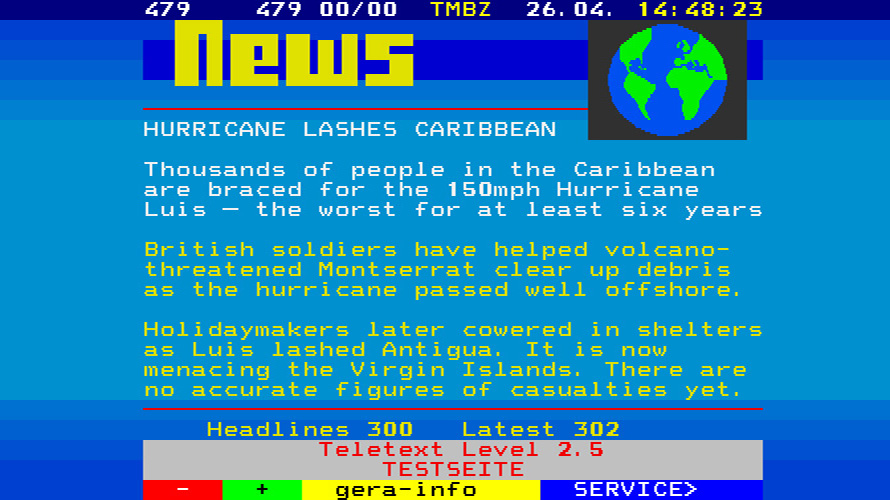
Teletext Level 2.5 test

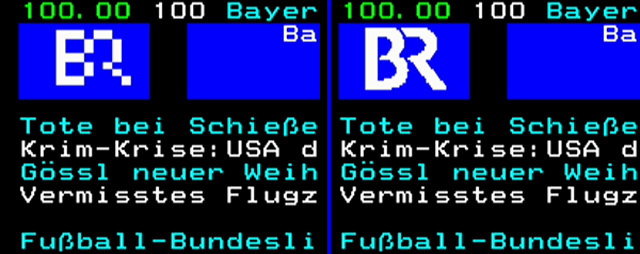
Comparison between teletext Level 1.0 and teletext Level 2.5.

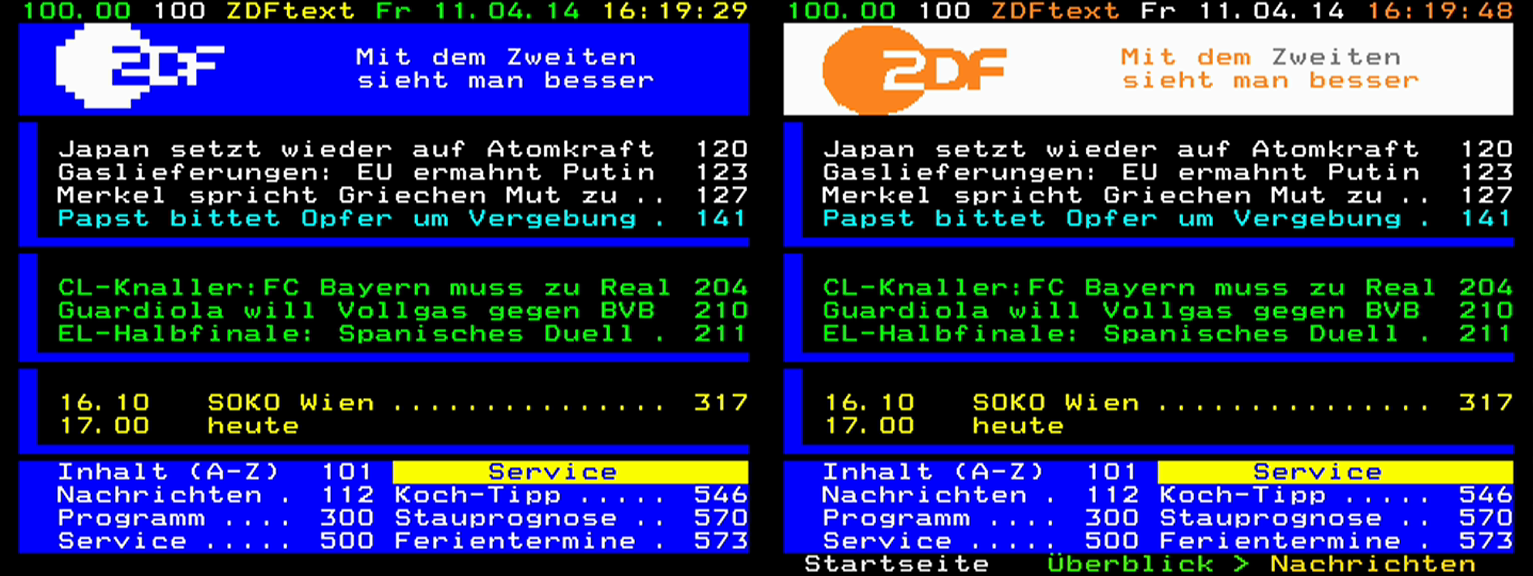
Comparison between teletext Level 1.0 and teletext Level 2.5.

Le niveau 2.5 ou HiText., est diffusé dès 1994 par la chaîne bilingue franco-allemande ARTE. Avec le niveau 2.5, il est possible de définir la couleur de fond et d'avoir une meilleure résolution pour le texte et les images. Ce système est adopté initialement par ARTE, ARD, ZDF, Bayern 3 et SwissTXT.
Les nouvelles fonctionnalités du télétexte niveau 2.5 :
- Prise en charge multi-lingue
- Attributs non-spacing
- Permet des caractères re-définissables
- Plus large gamme de couleur avec des couleurs re-définissables (palette de 4016 couleurs[9])
- Fournit des panneaux latéraux pour des textes et graphiques additionnels en format 16:9
- nexTView EPG

Le système n'a pas été largement utilisé pour la diffusion, seule une poignée de chaînes (ou diffuseur) des Etats européens le prenant en charge.
Les chaînes de télévision dont on sait qu'elles retransmettent du télétexte de niveau 2.5 à la fin des années 2010 sont :
- Pays-Bas: diffuseur public NOS (couleur de fond sur chaque page, et une page de test avec des graphiques haute-résolution),
- France: France 3
- Allemagne:
  - ZDF (quelques pages),
  - 3sat (quelques pages)
  - Bayerisches Fernsehen (anciennement et nouvellement renommée BR-alpha) (sur chaque page dans le passé, maintenant, seulement sur quelques pages),
  - Phoenix (quelques  pages),
  - Bürgerfernsehen Gera (couleur de fond sur chaque page, pages de test 460 à 485)
  - SWR Fernsehen (télétexte de niveau 2.5 complètement rétro-compatible, avec des texte et graphiques de plus haute qualité sur quasiment chaque page).

Fin 2021, SWR Fernsehen arrêta d'utiliser le système, mais ZDF, 3sat, Bayerisches Fernsehen et Phoenix ont conservé quelques pages de niveau 2.5 avancé.
L'un des problèmes avec le niveau 2.5 est que plusieurs cycles de transmission sont utilisés avant que les items de plus haute résolution ne s'affichent à l'écran. Pour voir le télétexte de niveau  2.5, un appareil téléviseur plutôt récent est nécessaire avec une puce décodeur spéciale requise. Dans le cas contraire, le texte de niveau 1.5 est affiché.

### Niveau 3
Nouvelles fonctionnalités :
- jeux de caractères redéfinis dynamiquement "Dynamically Redefined Character Set" (DRCS) permettant l'affichage de caractères non-latin (e.g. arabe et chinois)
- des caractères graphiques picturaux peuvent être définis

(Niveau 3 remplacé par niveau 3.5)

#### Niveau 3.5 (1997)
Le Niveau 3.5 étend le nombre de caractères re-définissables et leur complexité et introduit différentes polices de caractères et l' espacement proportionnel,.
Nouvelles fonctionnalités :
- Jeux de caractères redéfinis dynamiquement "Dynamically Redefined Character Set" (DRCS) permettant l'affichage de caractères non-latin (e.g. arabe et chinois)
- Caractères graphiques picturaux pouvant être définis

(Niveau 3 remplacé par niveau 3.5)
- Différents styles de police
- Espacement proportionnel.

### Niveau 4 (1981)
Le Niveau 4 est  proposé en 1981 et essayé par l' IBA No TV set implements this level,.
- Graphiques vectoriels en résolution 320×256
- Utilisation de la puissance de calcul pour générer l'affichage à partir d'une séquence d'instructions de tracé
- palette de 250 000 couleurs

### Niveau 5
Le Niveau 5 permet la définition complète d'images de meilleure qualité que les caméras vidéo. Aucun appareil télévisé n'implémente ce niveau,.
- Modulation sur une onde porteuse
- Suppression du bruit de l'image durant la transmission
- Compression d'image